# Panis Angelicus
Panis Angelicus è il primo verso della penultima strofa dell'inno latino Sacris solemniis, composto da San Tommaso d'Aquino. L'inno fa parte di una liturgia completa da lui scritta per la solennità del Corpus Domini, sia per la Messa che per l'Ufficio.
La strofa che comincia con le parole Panis angelicus ("pane degli angeli") è stata spesso musicata separatamente dal resto dell'inno. La versione più famosa è quella di César Franck, che nel 1872 scrisse una partitura per tenore, organo, arpa, violoncello e contrabbasso; in seguito incorporò l'inno nella sua Messe à trois voix (Op. 12). La sua esecuzione più celebre fu quella di John McCormack al Phoenix Park di Dublino, ma l'inno è stato cantato, tra gli altri, da Luciano Pavarotti, Plácido Domingo, Roberto Alagna, Andrea Bocelli, Vic Damone, come anche dai soprani Magda Olivero e Renata Tebaldi.
Il fenomeno per cui una strofa di Sacris solemniis è stata presa separatamente dal resto del canto è accaduto anche con altri inni dell'Aquinate per il Corpus Domini: Verbum supernum prodiens (le cui ultime due strofe iniziano con O salutaris Hostia) e Pange lingua (le cui ultime due strofe iniziano con Tantum ergo).

## Il testo
fit panis hominum;

dat panis caelicus

figuris terminum;

O res mirabilis:

manducat Dominum

pauper, servus et humilis.
Te, trina Deitas

unaque, poscimus:

sic nos tu visita,

sicut te colimus;

per tuas semitas

duc nos quo tendimus,

ad lucem quam inhabitas.

Amen.»
diventa pane degli uomini;

il pane del cielo

dà fine a tutte le prefigurazioni:

qual meraviglia!

il servo, il povero, l'umile

mangia il Signore.
Chiediamo a Te,

Dio uno e trino,

di visitarci,

come noi Ti adoriamo.

Per le Tue vie

portaci dove tendiamo,

alla luce in cui tu abiti.

Amen.»
(Tommaso d'Aquino, Sacris Solemniis, strofe 6-7)